# Oficjalny słownik polskiego scrabblisty
Oficjalny słownik polskiego scrabblisty (OSPS) – publikacja Polskiej Federacji Scrabble oraz Wydawnictwa Naukowego PWN, zawierająca wszystkie słowa języka polskiego dopuszczalne w grze scrabble. Jest to jednocześnie pierwszy słownik, który z założenia miał objąć w miarę
kompletny zasób polskiego słownictwa wraz z pełną odmianą.
Słownik dostępny jest w wersji elektronicznej (na płycie CD-ROM). Pierwsze wydanie OSPS ukazało się w roku 1998, drugie w 2005, zaś aktualizacje do obu wersji słownika publikowane są na stronie Federacji. OSPS w wersji 2.2 zawiera 2 477 212 słów o długości od 2 do 15 liter. Słownik dostępny jest też w wersji internetowej (na stronie Polskiej Federacji Scrabble), która jest ograniczona do dwóch modułów: arbitra i anagramatora.
Początkowo słownik zawierał wszystkie słowa z wybranych słowników PWN wydanych po roku 1980, a także wybrane słowa z 11-tomowego Słownika języka polskiego pod redakcją Witolda Doroszewskiego (1958–1969). Formy podstawowe słów zostały uzupełnione przez Komisję Językową PFS o wszystkie dopuszczalne odmiany. W ten sposób w OSPS znalazły się także formy zwykle nieużywane, a jedynie potencjalne, np. robiłoś, robiłom. W kolejnych latach słownik był uzupełniany o słowa znajdujące się w nowo wydanych słownikach PWN. Od 2016 r. dodawaniem słów do słownika zajmuje się Komisja Językowa PFS. 
Słownik zawierał na początku także formy błędne, ale umieszczone w słownikach, np. huj, który znajduje się w Innym słowniku języka polskiego, jednak już bez dopuszczenia derywatów (co oznacza, że OSPS zawiera słowo chujowy, ale hujowy już nie). Część form błędnych m.in. huj usunięto w aktualizacji z 2018.
Przyczyną powstania słownika były trudności, jakie występowały w pierwszych polskich turniejach scrabble rozgrywanych w połowie lat 90. Zasady sprawdzania poprawności wyrazów wątpliwych nie były dostatecznie uregulowane, a samo sprawdzanie było czasochłonne, ponieważ używano kilku słowników PWN, nie było też jasnych zasad decydowania o dopuszczalności słów. Podczas mistrzostw Polski obecny na sali językoznawca (Zygmunt Saloni) podejmował decyzję na temat dopuszczalności, jednak przy regularnych turniejach gracze byli zdani na własne siły. Autorem bazy słów Oficjalnego słownika polskiego scrabblisty był Maciej Czupryniak, który wykorzystał bazy danych udostępnione przez PWN. Projekt sfinansowała firma Mattel, wydawca gry scrabble w Polsce. Od 2022 w Komisji Językowej PFS zasiadają: Miłosz Wrzałek (przewodniczący), Jakub Szymczak (wiceprzewodniczący), Mikołaj Cieplik, Michał Gniazdowski, Franciszek Łysek, Mariusz Skrobosz i Dominik Urbacki.
OSPS składa się z kilku modułów:
- Arbiter – umożliwiający sprawdzenie, czy dane słowo znajduje się w słowniku. Moduł wykorzystywany jest podczas rozgrywek scrabble.
- Lista – lista wszystkich słów w słowniku.
- Anagramy – moduł, który ze zbioru podanych liter znajduje istniejące słowa.
- Przedłużki – lista możliwych liter, o które można przedłużyć dany wyraz.
- Trener – moduł ułatwiający naukę samodzielnego anagramowania (tylko w 2. wersji).
- Analizator – moduł umożliwiający analizę partii krok po kroku (tylko w 2. wersji).